# Мушкарац који мрзи жене
Мушкарац који мрзи жене је други сингл Јелене Карлеуше који најављује албум Дива. Приказан је холограмском пројекцијом у емисији Амиџи шоу.

## О синглу
Јеленин менаџер Зоран Бирташевић је на Фејсбуку најавио да имају мега хит за 2011. годину. Након премијере, у студију у Шимановцима, у емисији Амиџи шоу, песма је блокирала Јутуб да би после три дана након премијере заузела четврто место у категорији музике. Песмом преовладава електро звук са елементима ауто-тона који је омогућио да песма звучи што боље. Након ове песме, Јеленине колегинице Лепа Брена, Сека Алексић, Дара Бубамара, су урадиле исти пројекат са песмама Уради то, Соба 22 и Галама. Песма је обрада јужнокорејског бенда Shinee, у питању је песма Lucifer. "SM Entertejment" најавио је тужбу против Карлеуше са циљем да би заштитили своја ауторска права, као и права групе. На крају тужбе није било, али Корејци и дан данас коментаришу Карлеушину песму. Сматра се да је Јелена је прва певачица која је обрадила песму које певају звезде са светске сцене, а затим следи Секси Сандра која је након две године обрадила Никол Шерзингер, песмy Poison.

## Успех песме на Јутубу
| Јутуб график (2011)           | Позиција |
| ----------------------------- | -------- |
| Најгледанији у музици         | 4        |
| Највише коментарисан          | 30       |
| Највише коментарисан у музици | 2        |
| Најгледанији у дану           | 83       |
| Највише оцењен у седмици      | 93       |
| Нагледанији у                 | 19       |
| Нагледанији у                 | 61       |
| Нагледанији у                 | 117      |
| Нагледанији у                 | 128      |
| Нагледанији у                 | 95       |
| Нагледанији у                 | 117      |
| Нагледанији у                 | 89       |
| Нагледанији у                 | 78       |
| Нагледанији у                 | 105      |
| Нагледанији у                 | 10       |